# گوزل‌سو (گرگر)
گوزل‌سو (به ترکی استانبولی: Güzelsu) (به کردی: Cimmik) یک منطقهٔ مسکونی کردنشین در ترکیه است که در گرگر، آدیامان واقع شده‌است.